# Општина Делта
Општина Делта (грч. Δήμος Δέλτα, Димос Делта) је општина у Грчкој у Солунском округу, периферија Средишња Македонија. Административни центар је град Текелијево. По подацима из 2021. године број становника у општини је био 44.935.

## Насељена места
Општина Делта је формирана 1. јануара 2011. године спајањем 3 некадашњих административних јединица: Вардар, Еходор и Кулакија.
- Општинска јединица Вардар: Јунџулар, Кангалић, Нова Малгара.
- Општинска јединица Еходор: Текелијево, Арапли, Калохори, Дудулар, Света Софија.
- Општинска јединица Кулакија: Кулакија, Коњари.

## Становништво
| 2011.  | 2021.  |
| ------ | ------ |
| 45.839 | 44.935 |